# Paolo Porporato di Sampeyre
Paolo Eustachio Porporato, marchese di Sampeyre, Brossasco, Piasco e Venasca (Piasco, 15 novembre 1727 – Torino, 15 giugno 1799) è stato un nobile italiano, sindaco di Torino nel 1783.

## Biografia
Figlio del marchese Carlo Maurizio (1696-1757) e di Laura Benedetta Galleani (nata nel 1710), sposò in prime nozze Rosa Cecilia Maria Mazzetti (1732-1768), da cui ebbe cinque figli, e in seconde Angelica Solaro di Battifollo (1751-1821).
Fu sindaco di Torino nel 1783, con Antonio Villa.
Il figlio Carlo Luigi fu l'ultimo esponente della famiglia.